# Nordstern-Orden

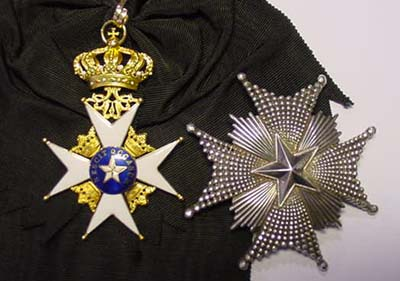
Großkreuz des Nordstern-Ordens

Der Königliche Nordstern-Orden (schwedisch Kungliga Nordstjärneorden) ist ein Orden des Königreichs Schweden. Er wird für den persönlichen Einsatz für Schweden oder für schwedische Interessen, insbesondere im öffentlichen Sektor, und für gut ausgeführte öffentliche Dienste und Aufgaben verliehen. Großmeister des Ordens ist der König von Schweden. 
Zum Nordstern-Orden gehören das 2023 gestiftete Nordsternzeichen in Silber (schwedisch Nordstjärnetecknet) und die 1986 gestiftete Nordsternmedaille (schwedisch Nordstjärnemedalj).

## Geschichte

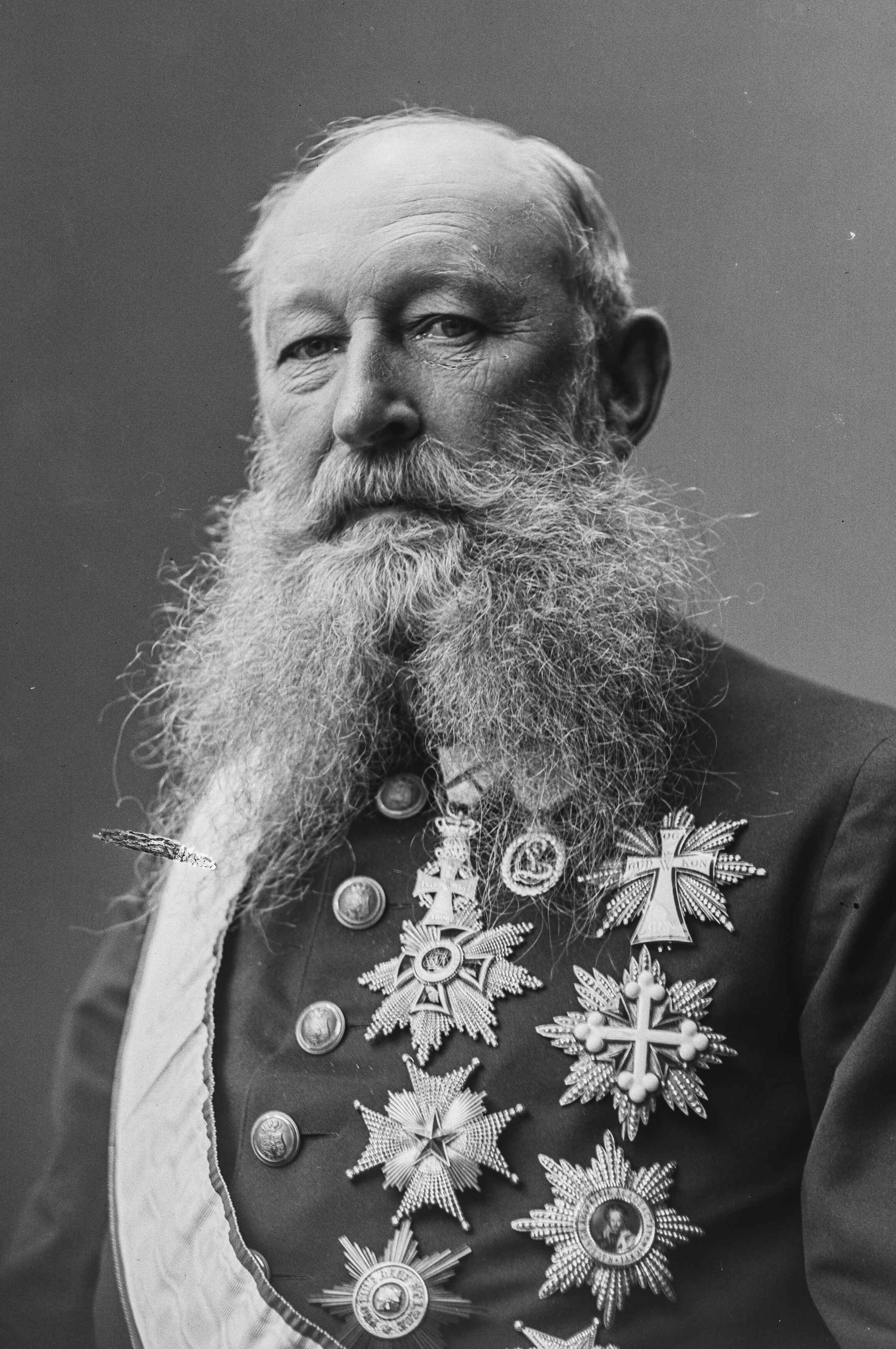
Tage Reedtz-Thott, dänischer Politiker und Premierminister mit dem Großstern des Nordstern-Ordens (mittig, zweiter Orden von unten)

Der Nordstern-Orden wurde am 28. April 1748 von König Friedrich I. an seinem 72. Geburtstag in Anlehnung an den französischen Michaelsorden gestiftet, als ziviles Pendant zum Schwertorden. Ursprünglich wurde der Nordstern-Orden als Zivilverdienstorden für hervorragende mitbürgerliche Verdienste, treue Dienste für Staat und Königshaus sowie kulturelle, wissenschaftliche und technische Leistungen an In- und Ausländer verliehen.
Von 1975 bis 2022 wurde der Orden mit Ausnahme der Mitglieder des königlichen Hauses nicht mehr an schwedische Staatsbürger, sondern nur noch an Ausländer und Staatenlose verliehen. Auf Beschluss des schwedischen Reichstags wurde die uneingeschränkte Verleihung zum 1. Januar 2023 jedoch wieder aufgenommen.

## Ordensklassen
Ursprünglich bestand der Orden aus den Ordensklassen Kommandeur und Ritter. Der Orden hat heute fünf Klassen:
| Bandschnalle (1748–1975; 2023–heute) | Bandschnalle (1748–1975; 2023–heute) | Bandschnalle (1748–1975; 2023–heute) | Bandschnalle (1748–1975; 2023–heute) | Bandschnalle (1748–1975; 2023–heute) |
| ------------------------------------ | ------------------------------------ | ------------------------------------ | ------------------------------------ | ------------------------------------ |
| Kommandeure mit Großkreuz            | Kommandeur I. Klasse                 | Kommandeur                           | Ritter I. Klasse                     | Ritter                               |

| Bandschnalle (1975–2023)  | Bandschnalle (1975–2023) | Bandschnalle (1975–2023) | Bandschnalle (1975–2023) | Bandschnalle (1975–2023) |
| ------------------------- | ------------------------ | ------------------------ | ------------------------ | ------------------------ |
| Kommandeure mit Großkreuz | Kommandeur I. Klasse     | Kommandeur               | Ritter I. Klasse         | Ritter                   |

Kommandeure sind die Prinzen des königlichen Hauses und alle Seraphinenordensritter.
Die Anzahl der Kommandeure, ausschließlich der Ausländer und der Seraphinenritter, sollte früher 24 für den weltlichen Stand und sechs für den geistlichen Stand nicht überschreiten. Die Anzahl der Ritter für den weltlichen Stand betrug 50 und für den geistlichen Stand 16. Alle Ritter erhielten einen Ritterschlag. Kommandeure der Großkreuze vom geistlichen Stande konnten nur Bischöfe werden, die zuvor schon Ritter des Ordens waren. Sie tragen in der Ordenstracht den Stern lediglich auf dem Mantel und nicht um den Hals an der Kette, wie die Kommandeure des weltlichen Standes. Diese Klasse konnten nur Personen erlangen, deren Zivilrang mit dem Titel Troman („Getreuer“) verbunden war und die bereits einen anderen Orden besaßen.

## Ordensdekoration
Das Ordenszeichen besteht aus einem weißen Kreuz mit acht Spitzen und goldenen Knöpfchen mit rundem, blauem Mittelschild. Darauf ist der Polarstern mit fünf Strahlen und der Devise Nescit occasum (Er kennt keinen Untergang) abgebildet. Zwischen den Flügeln des Kreuzes sind Kronen angebracht, und auch über dem Kreuz befindet sich eine solche. Der Stern ist ein achtspitziges Kreuz von Silber mit Strahlen in den Winkeln und dem Polarstern in der Mitte. Sämtliche Ordensinsignien sind nach dem Ableben des Inhabers rückgabepflichtig.
Der Orden wird auch „das schwarze Band“ genannt. Das Schwarz soll die Dunkelheit der Unwissenheit versinnbildlichen, die die Strahlen des Polarsterns durchscheinen soll. Zwischen 1975 und 2023 erhielten Ordensträger ein blaues, beidseitig mit einer gelben Bordüre versehenes Band.

## Trageweise

Ordenstracht des Nordstern-Orden (1820)

Der Orden wird an einem schwarzen Band von den Kommandeur-Großkreuzen über der Schulter mit silbernem Stern, von den Kommandeuren I. Klasse am Hals und mit Stern, von den Kommandeuren II. Klasse ohne Stern sowie von den Rittern auf der linken Brust getragen.  
Der Nordstern-Orden besaß früher eine besondere Ordenstracht aus Karmesinsamt, mit Futter und Unterkleidern aus weißem Atlas im Schnitt der vom König Gustav III. eingeführten Hoftracht.

## Bekannte Ordensträger
Siehe: Träger des Nordstern-Ordens